# 讷伊洛皮塔勒
讷伊洛皮塔勒（法語：Neuilly-l'Hôpital，法語發音：[nœji lopital]）是法国皮卡第大区索姆省的一个市镇，属于阿布维尔区。

## 地理
讷伊洛皮塔勒（50°10'7"N, 1°52'38"E）面积7.69 平方千米，位于法国上法蘭西大區索姆省，该省份为法国北部沿海省份，北起加来海峡省和北部省，西接滨海塞纳省和大西洋英吉利海峡，南至瓦兹省，东临埃纳省。
与讷伊洛皮塔勒接壤的市镇（或旧市镇、城区）包括：德吕卡、米朗库尔昂蓬蒂厄、阿让维莱尔、康希、欧维莱尔、拉莫特比勒。

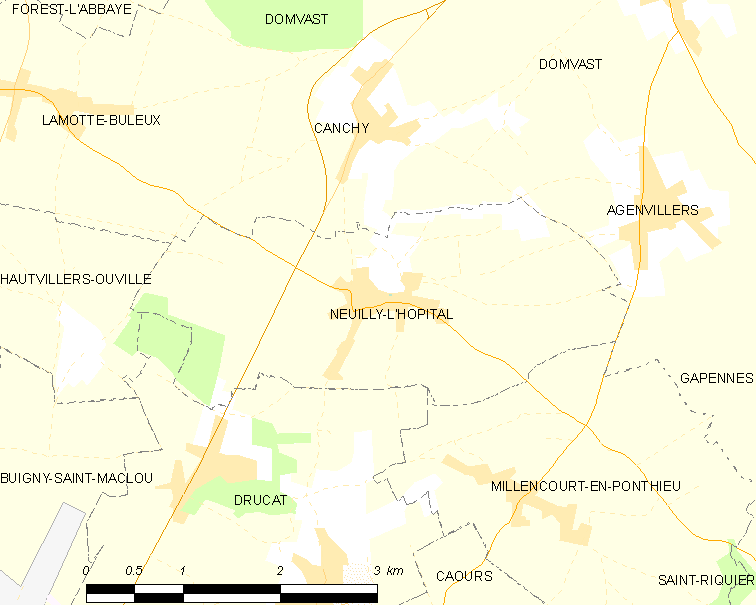
讷伊洛皮塔勒的OSM定位图

讷伊洛皮塔勒的时区为UTC+01:00、UTC+02:00（夏令时）。

## 行政
讷伊洛皮塔勒的邮政编码为80132，INSEE市镇编码为80590。

## 政治
讷伊洛皮塔勒所属的省级选区为阿布维尔第一县。

## 人口

1962-2008年间讷伊洛皮塔勒人口变化图示

讷伊洛皮塔勒于2022年1月1日时的人口数量为328人。